# Schloss Raitenbuch (Raitenbuch)
Das Schloss Raitenbuch ist ein Schlossbau in Raitenbuch, einer Gemeinde im mittelfränkischen Landkreis Weißenburg-Gunzenhausen. Das Gebäude ist unter der Denkmalnummer D-5-77-163-1 als Baudenkmal in die Bayerische Denkmalliste eingetragen. Die Überreste des mittelalterlichen Burgstalls sind zudem als Bodendenkmal (Nr. D-5-7032-0105) ausgewiesen. Die postalische Adresse lautet Hauptstraße 8.
Der Schlossbau befindet sich am Rande des Ortes westlich des Ortskerns an der Hauptstraße des Ortes auf einer Höhe von 561 m ü. NHN. Der zweigeschossige, unregelmäßige Satteldach- und Halbwalmdachbau mit kurzem Querflügel besitzt ein hohes Speichergeschoss. Teile der Burggrabenbefestigung und die Schlossmauer mit Resten eines Torbaus, jeweils aus der zweiten Hälfte des 15. Jahrhunderts, sind erhalten geblieben.
Das Schloss wurde 1414 erstmals erwähnt, als Ulrich Rieder das Anwesen erwarb. 1469 erwarb Bischof Wilhelm von Reichenau das Gebäude. Am Schloss befand sich wohl eine Weiheranlage, von der heute nur noch ein trockengelegter Graben übrigblieb. Ein Umbau des Schlosses fand in der zweiten Hälfte des 15. Jahrhunderts statt. Ein befestigtes Wappen gibt das Jahr 1769 an. Nach 1806 wurde das Bauwerk als Rentamt genutzt.